# Comté de Klickitat
Pour les articles homonymes, voir Klickitat.
Le comté de Klickitat (en anglais : Klickitat County) est un comté de l'État américain de Washington. Il est situé au sud de l'État, sur le fleuve Columbia. Son siège est Goldendale. Selon le recensement de 2010, sa population est de 30 318 habitants.

## Géolocalisation
|                              | Comté de Yakima           | Comté de Benton           |
| Comté de Skamania            | Comté de Klickitat        | Comté de Morrow (Oregon)  |
| Comté de Hood River (Oregon) | Comté de Sherman (Oregon) | Comté de Gilliam (Oregon) |